# Distretto di Rychnov nad Kněžnou
Il distretto di Rychnov nad Kněžnou (in ceco okres Rychnov nad Kněžnou) è un distretto della Repubblica Ceca nella regione di Hradec Králové. Il capoluogo di distretto è la città di Rychnov nad Kněžnou.

## Geografia antropica
Il distretto conta 80 comuni:

### Città
- Borohrádek
- Dobruška
- Kostelec nad Orlicí
- Opočno
- Rokytnice v Orlických horách
- Rychnov nad Kněžnou
- Solnice
- Týniště nad Orlicí
- Vamberk

### Comuni mercato
- Častolovice
- Doudleby nad Orlicí

### Comuni
- Albrechtice nad Orlicí
- Bačetín
- Bartošovice v Orlických horách
- Bílý Újezd
- Bohdašín
- Bolehošť
- Borovnice
- Bystré
- Byzhradec
- Chleny
- Chlístov
- Čermná nad Orlicí
- Černíkovice
- České Meziříčí
- Čestice
- Deštné v Orlických horách
- Dobré
- Dobřany
- Hřibiny-Ledská
- Jahodov
- Janov
- Javornice
- Kostelecké Horky
- Kounov
- Králova Lhota
- Krchleby
- Kvasiny
- Lhoty u Potštejna
- Libel
- Liberk
- Lično
- Lípa nad Orlicí
- Lukavice
- Lupenice
- Mokré
- Nová Ves
- Očelice
- Ohnišov
- Olešnice
- Olešnice v Orlických horách
- Orlické Záhoří
- Osečnice
- Pěčín
- Podbřezí
- Pohoří
- Polom
- Potštejn
- Proruby
- Přepychy
- Rohenice
- Rybná nad Zdobnicí
- Říčky v Orlických horách
- Sedloňov
- Semechnice
- Skuhrov nad Bělou
- Slatina nad Zdobnicí
- Sněžné
- Svídnice
- Synkov-Slemeno
- Trnov
- Třebešov
- Tutleky
- Val
- Voděrady
- Vrbice
- Záměl
- Zdelov
- Zdobnice
- Žďár nad Orlicí